# François Broche
Pour les articles homonymes, voir Broche.
François Broche, né le 31 août 1939 à Tunis, est un journaliste et historien français spécialiste de la France Libre et  de la Seconde Guerre mondiale.
Ancien conseiller de la rédaction de L'Ena hors les murs, revue de l'Association des anciens élèves de l'Ena (2002-2018), ancien président du comité éditorial d'Espoir, revue de la Fondation Charles-de-Gaulle (2005-2010), ancien président  (2010-2014) puis président d'honneur de l'Association des familles de Compagnon de la Libération, il est vice-président de la Société des Amis du musée de l'ordre de la Libérationet administrateur de la Fondation de la France libre,.

## Biographie
François Broche est le fils du lieutenant-colonel Félix Broche (compagnon de la Libération, tué à la bataille de Bir Hakeim en 1942). Ancien élève de Sciences Po Paris (1957-1961), licencié en droit (1965) et docteur ès lettres (1993), il a été directeur de la rédaction du Spectacle du Monde puis de la Revue de politique indépendante.
Il est l'auteur de plusieurs ouvrages sur le général de Gaulle et la France libre, le comte de Paris, Léon Daudet, Maurice Barrès, ou encore Anna de Noailles. En 1987, à la sortie de sa biographie de Barrès, Le Monde loue « sa documentation exemplaire, aussi complète qu'exempte de pédantisme », et « une équité absolue ». Des années plus tard, ce livre, « fruit d'une excellente connaissance de l'homme, de l'œuvre et de l'époque », est encore considéré par Éric Roussel comme « le grand livre que tous les barrésiens attendaient » et un « travail véritablement exhaustif » qui « a fait l'unanimité ».
Il a obtenu le prix littéraire de la Résistance en 1971 pour Le Bataillon des guitaristes (1970), le prix Paul-Léautaud pour Léon Daudet (1992), le prix Marcel-Pollitzer pour le premier tome de L'Armée française sous l'occupation, et le prix Edmond-Fréville en 2003 (décerné par l'Académie des sciences morales et politiques) pour le second volume. En décembre 2023, il a obtenu le prix Erwan-Bergot de l'Armée de Terre pour son ouvrage Ils n'avaient pas 20 ans, la révolte des jeunes 1940-1944 (Tallandier). Il a par ailleurs édité les Cahiers inédits d'Henri de Régnier (Pygmalion, 2002) et participe à la réédition de Mes Cahiers de Maurice Barrès aux Éditions des Équateurs (il a présenté le tome II, paru en janvier 2011),.
Il a été le conseiller historique de plusieurs documentaires de Timothy Miller (Bir Hakeim 1942 : quand la France renaît, 2012) Patrick Jeudy (De Gaulle, le géant aux pieds d'argile, 2011 ; Susan, l'héroïne cachée de Bir Hakeim, 2017 ; Ils détestaient de Gaulle, 2020) et Sandra Rude (Le Bataillon du Pacifique, 2024).
Le 31 décembre 2005, il est nommé chevalier de la Légion d'honneur au titre des Anciens combattants.

## Ouvrages
- Le Bataillon des guitaristes, préface du général Koenig, Fayard, 1970, prix littéraire de la Résistance en 1971, prix Thérouanne de l'Académie française en 1971
- Assassinat de Lemaigre Dubreuil, Balland, 1977
- Assassinat d'Alexandre Ier et de Louis Barthou, Balland, 1977
- Assassinat de Dollffuss, Balland, 1977
- Assassinat de Heydrich, Balland, 1978
- Assassinat de Jaurès, Balland, 1978
- Les Bombardiers de la France libre, Presses de la Cité, 1979
- Maurice Barrès, éditions Jean-Claude Lattès, 1987
- Anna de Noailles, un mystère en pleine lumière, Éditions Robert Laffont, 1989
- Léon Daudet, le dernier imprécateur, Robert Laffont, 1992
- De Gaulle secret, Pygmalion, 1993
- Au bon chic humanitaire, Première ligne, 1994
- L'Expédition de Tunisie, 1881, Presses de la Cité, 1996
- L'Épopée de la France Libre, 1940-1946, Pygmalion, 2000
- La IIIe République, de Thiers à Casimir-Perier (1870-1895), Pygmalion, 2001
- Le Comte de Paris, l'ultime prétendant, Perrin, 2001
- L'Armée française sous l'Occupation. Tome 1 : La Dispersion, Presses de la Cité, 2001
- L'Armée française sous l'Occupation. Tome 2 : La Métamorphose, Presses de la Cité, 2002
- L'Armée française sous l'Occupation. Tome 3: Le Rassemblement, Presses de la Cité, 2003
- Bir Hakeim, la France renaissante, album illustré, préface de Pierre Messmer, avant-propos du général Jean Simon, Éditions Italiques, 2003
- François Huet, chef militaire du Vercors, préface d'Henri Amouroux, Éditions Italiques, Le Grand Livre du Mois, 2004 ; rééd. Presses Universitaires de Grenoble, 2021, préface de Jean-François Muracciole
- Les Hommes de De Gaulle, leur place, leur rôle, Pygmalion, 2006
- Une Histoire des antigaullismes des origines à nos jours, Bartillat, 2007
- La France au combat  (avec Jean-François Muracciole), Perrin, 2007
- Bir Hakeim, Perrin, 2008, rééd. coll. "Tempus", 2012.
- Le Dernier jour du général de Gaulle, Éditions de l'Archipel, 2010
- Dictionnaire de la France Libre (avec Jean-François Muracciole), Éditions Robert Laffont, collections Bouquins, 2010
- Vie de Maurice Barrès, Paris, Bartillat, 352 p., 2012  (ISBN 978-2841005123)
- La Commune démystifiée (avec Sylvain Pivot), Éditions France-Empire, 2012
- À l'officier des îles, Pierre-Guillaume de Roux, 2014
- Dictionnaire de la Collaboration : collaborations, compromissions, contradictions, Paris, Belin, 2014, 925 p. (ISBN 978-2-7011-8947-5, présentation en ligne).
- Histoire de la Collaboration, 1940-1945 (avec Jean-François Muracciole), Tallandier, 2017, rééd. coll. « Texto », 2019
- Vél'd'hiv', 16 juillet 1942. Où était la France ?, Pierre-Guillaume de Roux, 2018.
- La Cathédrale des sables, Bir Hakeim mai-juin 1942, Belin, 2019.
- Les Mitterrandiens, portraits de groupe, Pierre-Guillaume de Roux, 2020.
- Ils détestaient de Gaulle, Tallandier, 2020.
- La Commune, de l'histoire au mythe, Éditions France-Empire, 2021
- La Galerie des éclaireurs, Editions Gingko, 2023
- Ils n'avaient pas 20 ans, la révolte des jeunes 1940-1944, Tallandier, 2023
- La Cavale des collabos, Nouveau Monde éditions, 2023
- 1941, les hommes de l'Amiral, préface de Jean-François Muracciole, Editions Glyphe, 2024